# Altimir Glacier
Altimir Glacier är en glaciär i Antarktis. Den ligger i Västantarktis. Argentina, Chile och Storbritannien gör anspråk på området. Altimir Glacier ligger 717 meter över havet.
Terrängen runt Altimir Glacier är bergig åt sydost, men åt nordväst är den kuperad. Havet är nära Altimir Glacier norrut. Trakten är obefolkad. Det finns inga samhällen i närheten. 